# Loïc Lallemand
Pour les articles homonymes, voir Lallemand.
Loïc Lallemand est un monteur français.

## Filmographie (sélection)
- 2009 : Ricky de François Ozon
- 2013 : Casting sauvage de Galaad Hemsi
- 2016 : Divines de Houda Benyamina
- 2017 : Mon garçon de Christian Carion
- 2021 : My Son de Christian Carion
- 2021 : En attendant Bojangles de Régis Roinsard
- 2022 : Une belle course de Christian Carion
- 2022 : L'Astronaute de Nicolas Giraud
- 2023 : Toi non plus tu n'as rien vu de Béatrice Pollet
- 2023 : Flo de Géraldine Danon

## Distinctions

### Nominations
- César 2017 : César du meilleur montage pour Divines